# Espill
Pour les articles homonymes, voir Llibre de les dones.
Espill (titre original complet : Spill o libre de les dones, « miroir ou livre des femmes » ) est un livre en catalan médiéval de l'écrivain valencien Jaume Roig. Écrit vers 1460, la même année où Joanot Martorell entreprenait la rédaction de Tirant lo blanc, il s'agit de l'une des grandes œuvres du siècle d'or de la langue catalane.
Dans ce récit à la première personne, le narrateur, identifié à l'auteur lui-même, s'adresse à Baltasar Bou, son neveu fictif, pour lui narrer de quelle manière il a été maltraité par les femmes tout au long de sa malheureuse vie, afin de le convaincre qu'il faut vivre à la marge pour obtenir le salut. Foncièrement misogyne, l'œuvre est une longue diatribe contre les femmes, qui apparaissent toutes comme viles, excepté Isabel Pellicer (l'épouse réelle de Roig) et la Vierge Marie.

## Présentation
L'Espill se compose d'une préface et de quatre livres (De sa joventut, De quan fon casat, De la lliçó de Salomó et D'enviudar), dont chacun est à son tour divisé en quatre parties.

## Style
Comme l'auteur le revendique dans la préface, le livre est écrit dans un style très proche de la langue parlée, et est riche en termes empruntés au parler de l'Horta de Valence. On observe la présence de nombreuses caractéristiques du valencien ou du catalan occidental (démonstratifs non renforcés, verbes incohatifs en -isc, lexique caractéristique, etc.) et de très nombreux arabismes.